# خانواده ای‌تی-۴۰۰
خانواده ای‌تی-۴۰۰ (به انگلیسی: Air_Tractor_AT-400) یک هواگرد ملخ‌پیشین تک‌موتوره از نوع سم پاش ساخت شرکت Air Tractor است. هواگرد خانواده ای‌تی-۴۰۰ نخستین پروازش را در ۱۹۷۹ میلادی انجام داد. این هواگرد در سال ۱۹۸۰ میلادی رسماً معرفی گردید.